# Slow Food

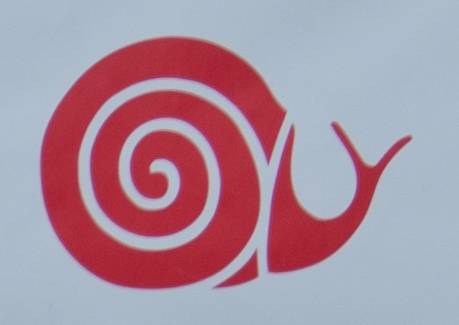
Slow Food logo

De Slow Food (langzaam voedsel) beweging zet zich af tegen de industriële productie van voedsel met de zogenaamde fastfood als exponent. Ze beoogt de culturele of traditionele keuken te behouden en daarmee ook het oorspronkelijk gebruik van gewassen, zaden, dieren en landbouwgebruiken van een regio. De beweging is in 1986 opgezet door de Italiaan Carlo Petrini onder de naam Arcigola, waarna in 1989 op een congres in Parijs de internationale beweging Slow Food werd opgericht. Ondertussen heeft Slow Food meer dan 100.000 leden in 150 landen. Turijn wordt de slow food hoofdstad genoemd, en voorzitter van Slow Food International is Alice Waters, eigenaar van het restaurant Chez Panisse in Berkeley, Californië. Het internationale symbool van Slow Food is de slak.
Carlo Petrini en Massimo Montanari zijn de leidende figuren in het opzetten van een Universiteit van Gastronomische Wetenschappen, in Piëmont, die als doel heeft het bewustzijn ten aanzien van goed eten te bevorderen. Daarbij wordt uitgegaan van producten uit de eigen regio, en worden "vergeten groenten" weer op het menu gezet.

## Kritiek en discussie

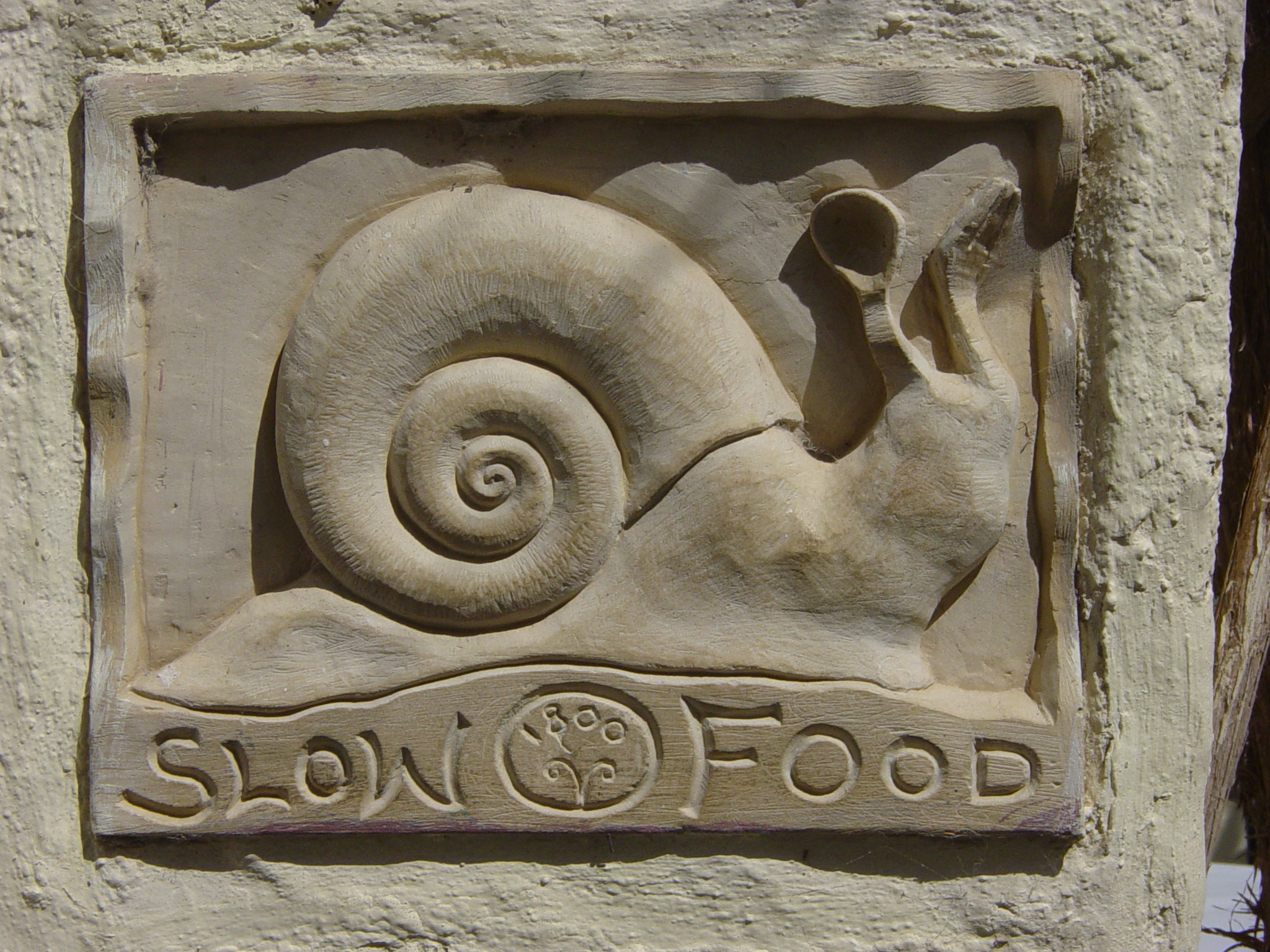
Plaquette bij een restaurant in Santorini, Griekenland

Critici van de organisatie vinden haar elitair, aangezien goedkopere methoden van voedselproductie en bereiding verguisd worden. Slow Food bestrijdt dit echter aangezien zij van mening is dat lokaal geproduceerd voedsel uiteindelijk goedkoper is, als ook de kosten van transport en allerlei chemische bestrijdingsmiddelen worden doorberekend in de prijs. Hiermee plaatst de organisatie zich tussen de anti-globalisten, milieuorganisaties als Greenpeace en groene partijen, die zich verzetten tegen monocultuur en genetisch gemodificeerde gewassen.

## Jongerennetwerk
Slow Food heeft ook een internationaal jongerennetwerk: Slow Food Youth Network (SFYN). De Nederlandse tak hiervan, SFYN Nederland is een van de actiefste. SFYN Nederland zet zich in voor een Good, Clean en Fair voedselsysteem voor iedereen, door middel van projecten, evenementen en acties, een academie en door gebruik te maken van hun netwerk. Het netwerk van SFYN Nederland bestaat uit onder andere studenten van allerlei studierichtingen, jonge consumenten en jonge professionals zoals boeren, tuinders, koks, vissers en producenten. Samen trachten zij veranderingen teweeg te brengen op het gebied van voedselproductie en voedselconsumptie. Voorheen heette SFYN Nederland 'Youth Food Movement (YFM)'.